# 湯宗
湯 宗（とう そう、1365年 - 1427年）は、明代の官僚。字は正伝。本貫は温州平陽県。

## 生涯
洪武末年、太学生から河南按察僉事に抜擢された。北平按察僉事に転じ、燕王朱棣を監視していた。1399年（建文元年）5月、湯宗は靖難の変の勃発に先立って、北平按察使の陳瑛が燕王邸から金銭を受け取って謀議を通じていると建文帝に言上した。陳瑛は逮捕されて広西に流され、湯宗は山東按察使に転出した。ほどなく湯宗は罪に問われて、刑部郎中に左遷され、蘇州府知府として出向した。ときに蘇州府では連年洪水が発生して、民衆の生命や財産が流され、租税の未納が100万石あまりに達していた。湯宗は富民を説得して米を供出させ、3月足らずで完納させた。
1403年（永楽元年）8月、洪水の被害を座視していたと訴える者があって、湯宗は逮捕されて獄に下され、禄勧州通判に左遷された。1408年（永楽6年）12月、黄淮の推薦を受けて、大理寺右丞として召し出された。ある人が湯宗がかつてひそかに燕王邸を探って建文帝に報告していたと告発した。永楽帝は「帝王はただ才によって使役するだけだ」といって、相手にしなかった。ときに外国の貢使が病死し、従人は医者が使者を殺したと訴えた。医者は獄に下され、湯宗がその調書を読むと、「医者が使者と何の仇で、どうして使者を殺したというのか」と嘆いた。湯宗が弁護して医者を出獄させた。ほどなく河南の飢饉に対する振給を命じられ、南京に帰ると、戸部の事務を代行した。1411年（永楽9年）、解縉が獄に下されると、湯宗も連座して、十数年にわたって獄に繋がれた。1424年（永楽22年）、洪熙帝が即位すると、湯宗は南京大理寺右丞として官に復帰した。12月、南京大理寺左少卿に進んだ。1425年（洪熙元年）1月、大理寺卿となった。1426年（宣徳元年）1月、湯宗は山東に赴き、軍の粛正をおこなった。4月、北京に召還されると、湯宗は旱魃による民間の窮状を報告した。宣徳帝はこのため免租免役をおこない、不急の事業を取りやめた。1427年（宣徳2年）1月、湯宗は死去した。享年は63。